# Новоселівка (зупинний пункт, Одеська залізниця)
Новосе́лівка — пасажирський залізничний зупинний пункт Одеської дирекції Одеської залізниці на лінії Роздільна I — Одеса-Застава I між станціями Єреміївка (4,3 км) та Карпове (1,8 км). Розташований поблизу села Вакулівка Роздільнянської міської територіальної громади Одеської області. Неподалік зупинного пункту пролягає автошлях територіального значення Т 1619.
1984 року електрифіковано змінним струмом (~25 кВ) у складі дільниці Роздільна I — Вигода.

## Пасажирське сполучення
На зупинному пункті здійснюють зупинку приміські електропоїзди Вапнярського напрямку. Найближча станція, де зупиняються пасажирські поїзди далекого сполучення — Роздільна I.

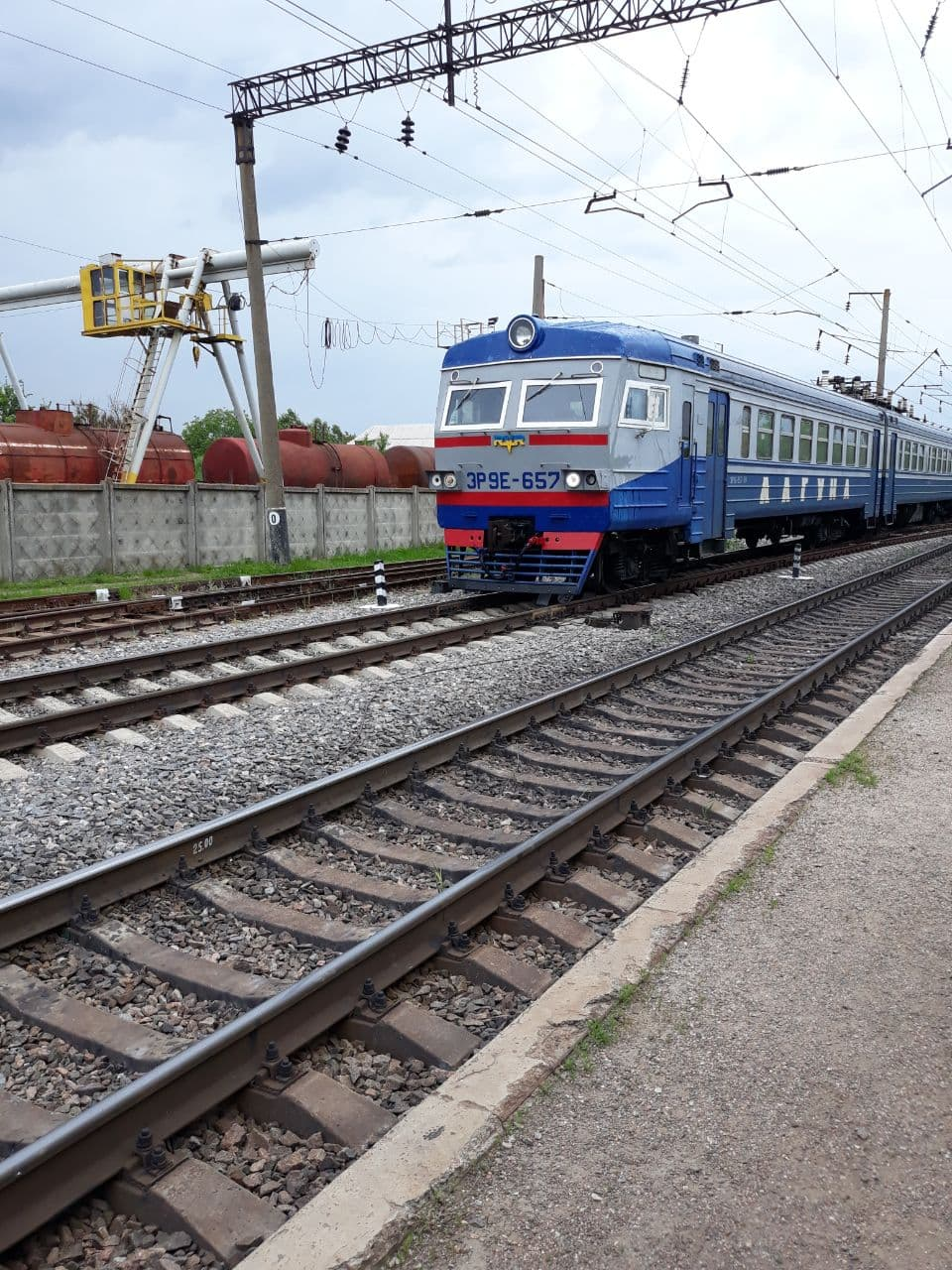
Приміський потяг на станції Новоселівка (2021)